# Baccharis boliviensis
Baccharis boliviensis es una especie de planta perenne perteneciente a la familia de las asteráceas que es originaria de Bolivia.  

## Taxonomía
Baccharis boliviensis fue descrita por (Wedd.) Cabrera y publicado en Boletín de la Sociedad Argentina de Botánica 16: 256. 1975.
Etimología
Baccharis: nombre genérico que proviene del griego Bakkaris dado en honor de Baco, dios del vino, para una planta con una raíz fragante y reciclado por Linnaeus.
boliviensis: epíteto geográfico que alude a su localización en Bolivia.
Sinonimia
- Heterothalamus boliviensis Wedd.
- Heterothalamus boliviensis var. boliviensis
- Heterothalamus boliviensis var. latifolius R.E.Fr.
- Pseudobaccharis boliviensis (Wedd.) Cabrera
- Pseudobaccharis boliviensis var. boliviensis
- Pseudobaccharis boliviensis var. latifolia (R.E.Fr.) Cabrera
- Psila boliviensis (Wedd.) Cabrera
- Psila boliviensis var. boliviensis
- Psila boliviensis var. latifolia (R.E.Fr.) Cabrera[3]